# Chester Arthur Arnold
Pour les articles homonymes, voir Arnold.
Chester Arthur Arnold est un botaniste américain, né le 25 juin 1901 à Leeton dans le Missouri et mort le 19 novembre 1977.

## Biographie
Il est le fils d’Elmer Arnold et d’Edith née Funderburg. Il obtient son Bachelor of Sciences en Biologie, à l’université Cornell en 1924, son doctorat en Botanique en  1929. Il commence à travailler à la faculté de botanique de l’université du Michigan à partir de 1928 et devient conservateur de la collection de plantes fossiles en 1929. Il se marie avec Jean Davidson le 30 août 1933, union dont il aura trois enfants.
Arnold devient professeur en 1947. Il entretient d’étroites relations avec la recherche indienne : il est correspondant de l’Institut de paléobotanique Birbal Sahni. Il est également membre de nombreuses sociétés savantes. Il est notamment l’auteur de l’Introduction to Paleobotany (1947). Arnold fait de nombreuses recherches sur la flore paléozoïque, mésozoïque et du Tertiaire de l’Amérique du Nord.